# 小行星7737
小行星7737（英語：7737 Sirrah）是一颗围绕太阳公转的小行星。1981年11月5日，愛德華·鮑威爾在可可尼诺县发现了此天体。
这颗小行星的绝对星等为207.4221734826818等。